# National Pro Fastpitch
Die National Pro Fastpitch (NPF) ist eine professionelle US-amerikanische Softball-Liga. Die Liga hat ihren Sitz in Nashville, Tennessee.

## Geschichte
Gegründet wurde die Liga 1997 und operierte zunächst unter dem Namen Women’s Pro Softball League. 2002 wurde der Spielbetrieb wegen finanzieller Probleme zunächst pausiert. Erst 2004 wurde dieser unter neuem Namen und nun mit einem Franchisesystem wieder aufgenommen. Seit 2002 ist die NPF offizieller Entwicklungspartner der Major League Baseball.
2012 endete die Saison ohne Meister, nachdem aufgrund von Wetterproblemen die Best-of-Three-Serie im Championship Game unterbrochen wurde und nicht fortgesetzt werden konnte. Aufgrund zu hoher Kosten und Terminproblemen von Spielerinnen, die häufig nach der Saison in einer japanischen Softballliga spielen, wurde auch kein Wiederholungsspiel angesetzt.
Im Mai 2016 schrieb die NPF Geschichte, als die neugegründeten Scrap Yard Dawgs die Pitcherin Monica Abbott mit einem sechsjährigen Vertrag ausstatteten. Dieser hat einen Gesamtwert von über einer Million Dollar und ist damit der lukrativste Vertrag in der Geschichte des US-amerikanischen Frauensports.
2017 wurde bekannt, dass die NPF die erste internationale Expansion erzielte, als sie ein von der Chinese Softball Association geleitetes Team, die Beijing Shougang Eagles aufnahmen. Dieses wird zunächst als reisendes Team nur Auswärtsspiele bestreiten. Nach der Saison traten die Yard Dawgs aus der Liga aus, die Texas Charge gaben den Spielbetrieb auf und die Akron Racers benannten sich in Cleveland Comets um. Im Gegenzug nahm man im Rahmen der internationalen Expansion die vom australischen Softballverband betriebenen Aussie Spirit auf, welche im mittleren Westen beheimatet sind und dort an mehreren Orten spielen, darunter Kansas, Nebraska und Missouri.

## Mannschaften
| Team                    | Ort                              | Stadion                          |
| ----------------------- | -------------------------------- | -------------------------------- |
| Aussie Spirit           | Verschiedene im mittleren Westen | Verschiedene im mittleren Westen |
| Beijing Shougang Eagles | Nur Auswärtsspiele               | Nur Auswärtsspiele               |
| Chicago Bandits         | Rosemont, Illinois               | Rosemont Stadium                 |
| Cleveland Comets        | Greater Cleveland, Ohio          | Mehrere im Großraum Cleveland    |
| USSSA Pride             | Viera, Florida                   | Space Coast Stadium              |

## Meister
| Jahr | Sieger                         | 2. Finalist           |
| ---- | ------------------------------ | --------------------- |
| 2004 | New York/New Jersey Juggernaut | New England Riptide   |
| 2005 | Akron Racers                   | Chicago Bandits       |
| 2006 | New England Riptide            | Connecticut Brakettes |
| 2007 | Washington Glory               | Rockford Thunder      |
| 2008 | Chicago Bandits                | Washington Glory      |
| 2009 | Rockford Thunder               | USSSA Pride           |
| 2010 | USSSA Pride                    | Chicago Bandits       |
| 2011 | Chicago Bandits                | USSSA Pride           |
| 2012 | –                              | –                     |
| 2013 | USSSA Pride                    | Chicago Bandits       |
| 2014 | USSSA Pride                    | Akron Racers          |
| 2015 | Chicago Bandits                | USSSA Pride           |
| 2016 | Chicago Bandits                | USSSA Pride           |
| 2017 | Houston Scrap Yard Dawgs       | USSSA Pride           |

## Kader und Bezahlung
Jede Mannschaft hat mindestens 18 und maximal 23 Spielerinnen zu beschäftigen. Der Salary Cap beträgt 150.000 US-Dollar pro Team. Nur sehr wenige Spielerinnen verdienen mehr als 20.000 pro Saison und die meisten nur vierstellige Beträge. Der Durchschnittsverdienst beträgt 5.000 bis 6.000 Dollar.